# Hypselospinus
Hypselospinus is een plantenetend geslacht van ornithischische dinosauriërs, behorend tot de groep van de Euornithopoda, dat tijdens het vroege Krijt leefde in het gebied van het huidige Engeland. De typesoort is Hypselospinus fittoni.
In 1889 benoemde Richard Lydekker een fossiel, holotype BMNH R1635, gevonden in de Shornden Quarry bij Shornden, East Sussex, in zandsteenlagen van de Wadhurst Clay-formatie, die stammen uit het onderste Valanginien, ongeveer 140 miljoen jaar oud, als een nieuwe soort van Iguanodon: Iguanodon fittoni. De soortaanduiding eert William Henry Fitton. Het holotype bestaat uit eigenlijk uit vier aparte specimina, BMNH R 1635a-d: een linkerdarmbeen, een sacrum, staartwervels en een partij losse tanden. Of de tanden werkelijk tot dezelfde vorm behoren is onzeker. Daarna zijn ook andere fragmentarische resten aan I. fittoni toegewezen maar de identiteit kan niet bewezen worden. Hetzelfde geldt voor een aantal vondsten uit Spanje.
Later werd de ook door Lydekker in 1889 op basis van specimina BMNH R1148, 1629, 1632 en 1632a benoemde Iguanodon hollingtoniensis uit de Hollington Quarry aan I. fittoni gelijkgesteld. Deze resten missen echter onderscheidende kenmerken. Ze omvatten wervels, een dijbeen en een zeer robuuste bovenarm. In 2012 benoemde Gregory S. Paul hiervoor het aparte geslacht Huxleysaurus.
Op het eind van de twintigste eeuw concludeerden verschillende onderzoekers dat I. fittoni niet bijzonder nauw aan Iguanodon bernissartensis verwant was. Gregory S. Paul meende dat het wegens de schamelheid van het materiaal een nomen dubium was. In 2010 benoemde David Norman echter een eigen geslacht: Hypselospinus. De naam is afgeleid van het Klassiek Griekse hypselos, "hoog" en het Latijnse spina, "doorn", een verwijzing naar de hoge doornuitsteeksels op de wervels. Eerder was door hem de naam "Hypsispinus" overwogen en in verschillende lezingen vermeld. Norman wees ook een half meter lang stuk onderkaak, BMNH R1831, aan de soort toe. Volgens Gregory S. Paul is die toewijzing echter niet correct en laat een negentiende-eeuwse lithografie, gemaakt voordat het fossiel door de omzetting van de pyrietcomponent in het bot beschadigd zou raken, zien dat het bij dit been om een heel andere en meer basale soort gaat die hij in 2012 benoemde als Darwinsaurus evolutionis. In 2014 bevestigde Norman zijn toewijzing en wees nog meer materiaal toe.
In 2010 verscheen iets later een artikel van Kenneth Carpenter en Yusuke Ishida, waarvan het publicatieproces al te ver gevorderd was ten tijde van het verschijnen van het artikel van Norman om er nog veranderingen in aan te brengen. Hierin gaven ook zij een nieuwe naam: Wadhurstia, naar de Wadhurst Clay. Deze naam is dus een ongeldig jonger objectief synoniem.
Hypselospinus is een middelgrote tweevoetige planteneter. De lengte is geschat op zo'n zes meter.
De doornuitsteeksels zijn lang, nauw en rechtopstaand. Het darmbeen is erg hoog en kort met een hol buitenoppervlak. Het voorblad is lang en spits toelopend, heeft geen middenrichel en buigt bovenaan ook niet naar buiten. De normale deuk in de bovenrand bevindt zich iets achter het heupgewricht. Het achterblad is achteraan plots afgeschuind en heeft binnenin een groot uitsteeksel als aanhechting voor een staartspier, de Musculus caudofemoralis brevis. Het aanhangsel voor het zitbeen is aan de basis zijwaarts verdikt.
De toegewezen onderkaak heeft achteraan een hoog coronoïde uitsteeksel dat door een betere hefboomwerking de bijtkracht vergroot, een afgeleid kenmerk.
Volgens Norman bevindt Hypselospinus zich op een vrij afgeleide positie in de Styracosterna, hoger in de stamboom dan de in dezelfde lagen gevonden Barilium. Het zou zelfs een basale hadrosauroïde geweest kunnen zijn. Hypselospinus is lichter gebouwd dan zijn verwant.